# Dendrotoxine

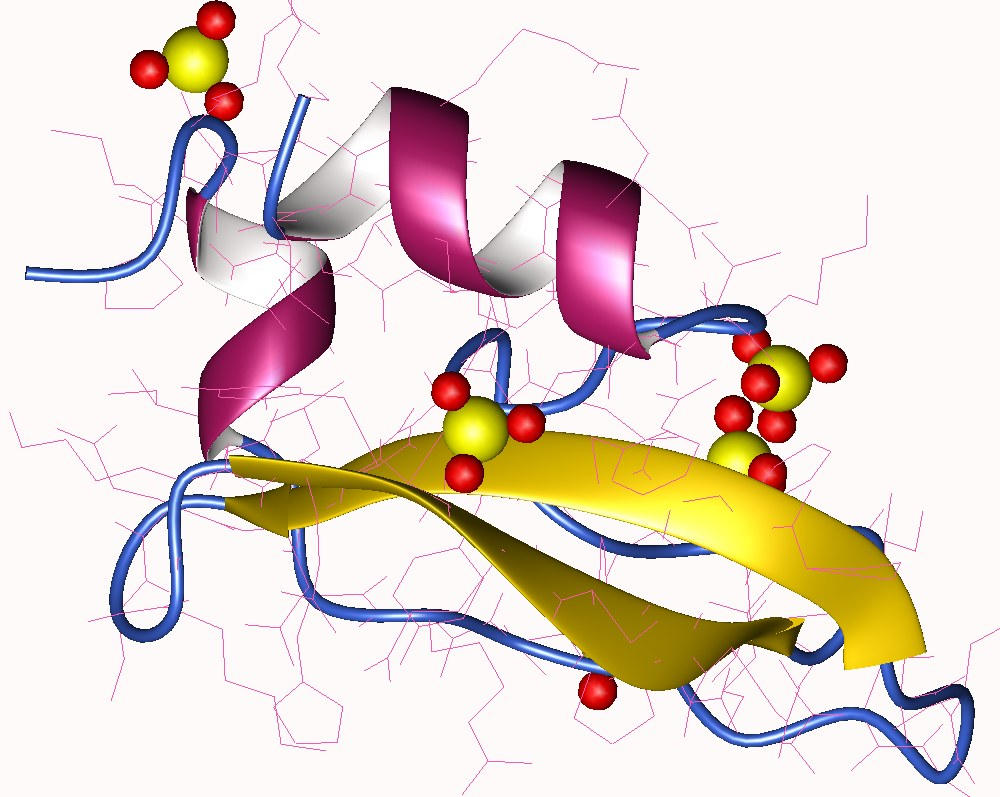
Dendrotoxine α de Dendroaspis angusticeps.

Les dendrotoxines constituent une classe des neurotoxines présynaptiques produites par le serpent mamba (Dendroaspis) qui bloquent des sous-types particuliers de canaux potassiques voltage-dépendants dans les neurones, renforçant ainsi la libération d'acétylcholine au niveau des jonctions neuromusculaires d'où leur nom de toxines facilitatrices.
En raison de leur forte puissance et de leur sélectivité pour les canaux potassiques, les dendrotoxines sont extrêmement utiles comme outils pharmacologiques pour étudier la structure et le fonctionnement des canaux ioniques.

## Structure
Les dendrotoxines sont des protéines d'environ 7 kDa constituées d'une seule chaîne d'environ 57 à 60 amino-acides. Plusieurs homologues de l'alpha-dendrotoxine ont été isolés, tous possédant une séquence légèrement différente. Cependant, l'architecture et la conformation moléculaire de ces protéines sont très similaires. Les dendrotoxines possèdent une très courte hélice 310 à proximité de l'extrémité N-terminale du peptide, ainsi qu'une hélice alpha à deux tours à proximité de l'extrémité C-terminale.
Un feuillet bêta antiparallèle à deux brins occupe la partie centrale de la structure moléculaire. Toutes les dendrotoxines sont réticulées par trois ponts disulfure, ce qui ajoute de la stabilité à la protéine et contribuent considérablement à sa conformation structurelle. Les résidus cystéine formant ces ponts disulfure sont identiques à tous les membres de la famille de dendrotoxines et sont situés entre C7 et C57, C16 et C40, C32 et C53.